# Żelabowka
Żelabowka (uk. i ros. Желябовка) – wieś na Ukrainie, w Autonomicznej Republice Krymu (de iure stanowiącej integralną część państwa ukraińskiego, w 2014 anektowanej przez Rosję i odtąd funkcjonującej jako Republika Krymu), w rejonie nyżniohirskim. W 2001 liczyła 3163 mieszkańców, wśród których 219 wskazało jako ojczysty język ukraiński, 2499 rosyjski, 424 krymskotatarski, 1 mołdawski, 1 białoruski, 17 ormiański, a 2 inny. Według spisu ludności przeprowadzonego przez okupacyjne władze rosyjskie populacja wsi w 2014 wynosiła 2669 osób.